# Клименко, Александр Александрович
Алекса́ндр Алекса́ндрович Климе́нко (бел. Аляксандр Аляксандравіч Кліменка; 28 марта 1983, Мозырь) — белорусский футболист, нападающий. Ныне тренер.

## Карьера
Футбольную карьеру начал в мозырской «Славии». В 2003 году перешёл в калининградский клуб «Балтика», позднее вновь играл за «Славию».
Был игроком солигорского «Шахтёра» и «Гомеля». В 2011 году вернулся в родной мозырский клуб. В 2013 году объявил о завершении карьеры и переходе на тренерскую работу. В 2019 году возглавил дубль «Славии», в августе 2020 года вернулся к работе с юношескими командами.

### В сборной
2 февраля 2007 года сыграл единственный раз за сборную Беларуси, выйдя в товарищеском матче против Ирана.

## Достижения
- Чемпион Беларуси: 2005
- Бронзовый призёр чемпионата Беларуси: 2006, 2007
- Лучший бомбардир чемпионата Беларуси: 2006 (17 мячей)